# Beiwei Taiwudi
Beiwei Taiwudi (408-452), zijn persoonlijke naam was  Tuoba Tao, was de derde keizer  van de Noordelijke Wei-dynastie en regeerde van 423 tot 452.

## Levensloop
Hij werd over het algemeen beschouwd als een capabele heerser. Tijdens zijn bewind verdubbelde de Noordelijke Wei in omvang en verenigde geheel Noord-China, waarmee een einde kwam aan de Periode van de Zestien Koninkrijken. Dit is het begin van de Zuidelijke en Noordelijke Dynastieën, de Liu Song-dynastie in het zuiden en de Wei-dynastie in het noorden. 
Taiwudi was een vroom taoïst. In 444, op voorstel van zijn raadsman Cui Hao en in de overtuiging dat boeddhisten de opstand van Gai Wu (蓋吳) hadden gesteund, beval hij de afschaffing van het boeddhisme, op straffe van de dood. Op het eind van zijn regeerperiode kwam hij in ongenade, eerst wegens zijn onophoudelijke oorlogsvoeringen tegen het zuiden en omdat zijn besluiten meer en meer onvoorspelbaar werden. Uiteindelijk werd hij in 452 door zijn eunuch Zong Ai vermoord. Hij werd opgevolgd door zijn zoon Tuoba Yu, de prins van Nan'an.